# Megophrys serchhipii
Megophrys serchhipii е вид жаба от семейство Megophryidae.

## Разпространение
Видът е разпространен в Индия (Мизорам).